# Dead or Alive Xtreme Beach Volleyball
Dead or Alive Xtreme Beach Volleyball es un videojuego de la saga de lucha Dead or Alive. lanzado en 2003 exclusivamente para la plataforma Xbox, En esta ocasión es un juego de deportes dedicado al voleibol.

## Desarrollo
Se debe elegir a una de las chicas del juego de lucha y con ella comenzar unas vacaciones de catorce días en la isla de Zack, un luchador estadounidense adicto al juego. 
Al llegar a la isla se encuentra con Lisa, quien hace de guía en la isla, al menos en el primer día, explicando el funcionamiento de la misma.
Se puede elegir entre un total de ocho chicas, incluida a Lisa, con la cual, si se empieza con ella, se encontrará en la isla a Tina.
En la isla es posible jugar al voleibol, siempre que se tenga una compañera con quien jugar, ya que los partidos son por parejas. Puede mantener a Lisa al lado del personaje elegido al principio o cambiar de compañera intentando convencer a otras chicas, dándoles regalos para intentar caerles bien.
Si gana los partidos ganará dinero, incrementándose la cifra al realizar bloqueos y super mates. El dinero puede usarse en el casino del hotel, para comprarle a nuestra chica o para cualquiera de las otras adornos para el pelo, relojes, sandalias, balones, gafas de sol, bañadores y multitud de objetos adicionales. 
En la piscina del hotel se puede utilizar un juego de saltos en el cual se debe pasar de un lado de la piscina al otro saltando sobre unos pequeños flotadores cuadrados. Si lo consigue calculando bien el tiempo entre cada salto, obtiene una modesta suma de dinero.
En el hotel juega con las máquinas tragamonedas, al póker, a la ruleta o al blackjack.
Este videojuego posee también posee cinemáticas en donde podrás ver a las chicas bañándose, tomando un helado, tomando el sol, entre otras escenas, además que este spin-Off fue creado en su mayoría para el público masculino.
- Datos: Q1776302